# Westprovinz (Sambia)
Die Westprovinz (englisch Western Province) ist eine Provinz im Westen der Republik Sambia, an der Grenze zu Angola und Namibia. Sie hat 1.363.520 Einwohner (Volkszählung 2022) und umfasst 126.386 km². Der ursprüngliche Name war Barotseland wegen des Königreiches Barotse. Im Jahre 1969 änderte sich der Name auf Western Province. Es handelt sich um das ursprüngliche Siedlungsgebiet der Rotse (Lozi).

## Geografie

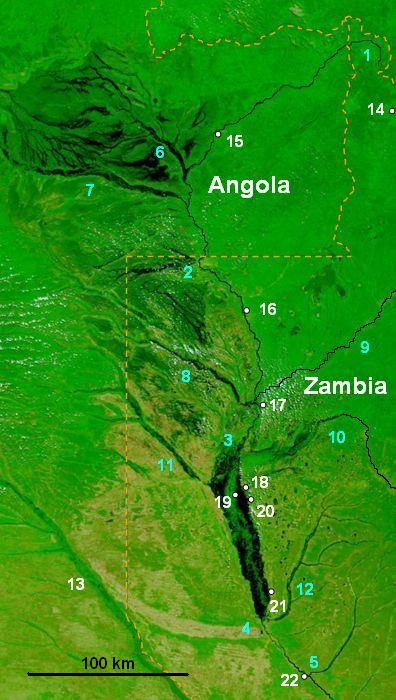
Überschwemmungen am oberen Sambesi 2007

Die Provinz grenzt im Norden an die Nordwestprovinz und im Osten an die Zentralprovinz und die Südprovinz. Im Süden grenzt sie an die Region Sambesi auf dem Caprivizipfel in Namibia und im Westen an die Provinzen Cuando und Moxico in Angola.
| Moxico, Angola | Nordwestprovinz                             | Zentralprovinz |
| Moxico, Angola | Kompassrose, die auf Nachbargemeinden zeigt | Südprovinz     |
| Cuando, Angola | Sambesi, Namibia                            | Südprovinz     |

Barotseland ist die am wenigsten entwickelte Region in Sambia. Mit etwa 11 Menschen pro Quadratkilometer ist die Provinz sehr dünn besiedelt. Bis auf den Distrikt Kaoma besteht diese Provinz aus Sandgebieten der Kalahari, Flussauen und als Weide genutzte natürliche Grünflächen. Die Provinz liegt relativ gleichmäßig auf einer Höhe zwischen 1000 und knapp 1200 m. Auch deshalb sind die Niederschlagsmengen nicht sehr hoch. Die Provinz bekommt viel Wasser von der westlichen Lundaschwelle und aus dem Hochland von Bié in Angola über den Sambesi und seine Nebenflüsse.  Auf Grund des niedrigen Gefälles gibt es viele Sumpfgebiete. Dabei spielt die Barotse-Überschwemmungsebene eine vorrangige Rolle. Es kommt häufig zu Dürren aber ebenso zu Überschwemmungen. Das Gebiet ist anfällig gegenüber Klimaschwankungen.

## Politik
Die Region hat gewisse Autonomierechte. Es gibt politische Bestrebungen der Königsfamilie nach völliger Unabhängigkeit von Sambia. Das Gebiet hat sich am 26. März 2012 „einseitig unabhängig“ erklärt, da die neue Regierung Sambias das Autonomieabkommen von 1964 nicht eingehalten habe.

## Wirtschaft
Da, anderes als in einigen der weiteren Provinzen Sambias, bislang keine nennenswerten Bodenschätze in der Westprovinz gefunden wurden, ist sie stark auf Landwirtschaft, Fischerei und Holz ausgerichtet. Hier befinden sich die größten Herden Sambias. Einmal im Jahr werden Teile von ihnen nach Mongu zum Verkauf getrieben. Es wird vorwiegend Mais angebaut. Daneben spielen Weizen und Sojabohnen eine Rolle. Ebenso werden  Maniok, und Reis angebaut. Klimatisch bedingt kommt es häufig zu Ernteausfällen. In dem flachen Gelände geschah dies oft durch Überschwemmungen, inzwischen allerdings vermehrt durch verschobene Jahreszeiten. Aber auch häufiger werdende Dürren wie zwischen den Jahren 2023 und 2024 schaffen Versorgungsunsicherheiten. Vorherrschend ist Subsistenzwirtschaft ohne Bewässerung.
Touristenattraktionen der Provinz sind der Liuwa-Plain-Nationalpark beim nur schwer erreichbaren Kalabo und der Sioma-Ngweizi-Nationalpark beim ebenso schwer erreichbaren Shangombo. Beide Nationalparks sind ohne jede Infrastruktur und touristische Einrichtungen.

## Infrastruktur
Es gibt wenig asphaltierte Straßen. Die M10 führt von Livingstone über Sesheke und die Katima-Mulilo-Brücke nach Namibia, in die Provinzhauptstadt Mongu. Die andere wichtige Verkehrsanbindung ist die M9 von dort nach Lusaka. Das weitere Wegenetz sind meist Sandpisten. Die Luena-Auen zwischen Mongu und Lukulu auf der linken Seite des Sambesi sind wegen ihrer Tiefsandigkeit gefürchtet. Hier versickert der Fluss Luena.
Analog zur niedrigen Bevölkerungsdichte ist auch die Zahl von Krankenhäusern und Schulen gering und nicht flächendeckend. Außerhalb von Mongu liegen diese Einrichtungen meist unter dem durchschnittlichen Niveau von Sambia. Ebenso gibt es außerhalb von Mongu wenig Elektrizität und Telefon noch eine Trinkwasserversorgung und Abwasserentsorgung.

## Distrikte

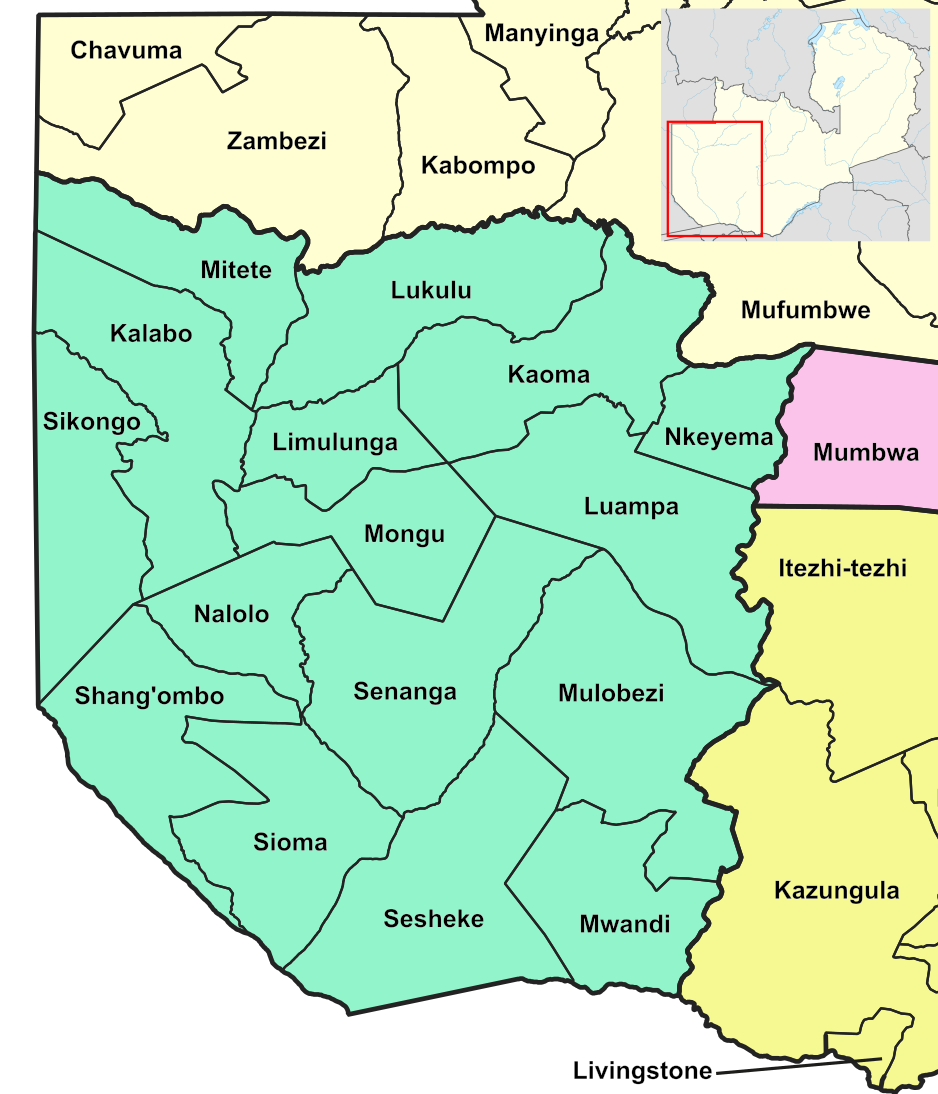
Distrikte der Westprovinz

Die Provinz besteht aus 16 Distrikten (Stand 2022):
| Distrikt  | Fläche in [km²] | Einwohner 2010 | Einwohner 2022 | Durchschnittliche jährliche Wachstumsrate [%] | Bevölkerungsdichte 2022 [Einwohner/km²] |
| --------- | --------------- | -------------- | -------------- | --------------------------------------------- | --------------------------------------- |
| Kalabo    | 9067            | 83.442         | 111.769        | 2,5                                           | 12                                      |
| Kaoma     | 8404            | 103.280        | 146.690        | 3,0                                           | 18                                      |
| Limulunga | 3891            | 50.741         | 61.102         | 1,6                                           | 15                                      |
| Luampa    | 10.771          | 43.840         | 61.023         | 2,8                                           | 6                                       |
| Lukulu    | 9329            | 58.534         | 96.290         | 4,2                                           | 10                                      |
| Mitete    | 6380            | 27.468         | 39.641         | 3,1                                           | 6                                       |
| Mongu     | 5960            | 128.844        | 197.816        | 3,6                                           | 33                                      |
| Mulobezi  | 12.021          | 30.482         | 45.326         | 3,4                                           | 4                                       |
| Mwandi    | 5732            | 25.054         | 40.418         | 4,1                                           | 7                                       |
| Nalolo    | 4743            | 55.569         | 73.645         | 2,4                                           | 16                                      |
| Nkeyema   | 3564            | 42.170         | 106.074        | 8,0                                           | 30                                      |
| Senanga   | 10.566          | 70.937         | 112.040        | 3,9                                           | 11                                      |
| Sesheke   | 11.659          | 43.848         | 72.655         | 4,3                                           | 6                                       |
| Shangombo | 7760            | 50.819         | 73.822         | 3,2                                           | 10                                      |
| Sikongo   | 8090            | 45.462         | 59.670         | 2,3                                           | 7                                       |
| Sioma     | 8530            | 42.484         | 65.539         | 3,7                                           | 8                                       |
| Gesamt    | 126.386         | 902.974        | 1.363.520      | 3,5                                           | 10,8                                    |

## Kultur

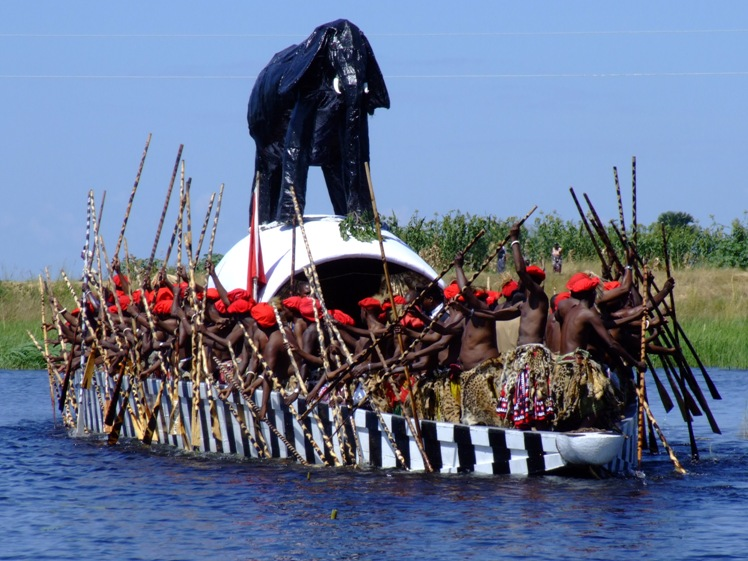
Das königliche Schiff

Der Stamm der Lozi veranstaltet alljährlich die Kuomboka Zeremonie. Dabei zieht der König aus der Trockenzeit-Residenz in Lealui, in die Regenzeit-Residenz in Limulunga. Dieses Ereignis hat die Region über die Grenzen hinaus bekannt gemacht.

## Demografie
| Jahr | Einwohnerzahl |
| ---- | ------------- |
| 1969 | 410.087       |
| 1980 | 486.455       |
| 1990 | 606.813       |
| 2000 | 765.088       |
| 2010 | 902.974       |
| 2015 | 991.500       |
| 2022 | 1.363.520     |

## Klima
|                       | Jan  | Feb  | Mär  | Apr  | Mai  | Jun  | Jul  | Aug  | Sep  | Okt  | Nov  | Dez  |   |      |
| Mittl. Tagesmax. (°C) | 27,1 | 27,3 | 27,2 | 28,0 | 27,8 | 26,2 | 26,3 | 29,8 | 33,5 | 34,3 | 30,5 | 27,5 | ⌀ | 28,8 |
| Mittl. Tagesmin. (°C) | 19,3 | 19,2 | 18,8 | 17,5 | 15,1 | 12,7 | 11,8 | 14,6 | 18,4 | 20,9 | 20,0 | 19,4 | ⌀ | 17,3 |
|                       |      |      |      |      |      |      |      |      |      |      |      |      |   |      |
| Niederschlag (mm)     | 255  | 205  | 150  | 34   | 1    | 0    | 0    | 0    | 3    | 23   | 124  | 208  | Σ | 1003 |
|                       |      |      |      |      |      |      |      |      |      |      |      |      |   |      |
| Sonnenstunden (h/d)   | 8,1  | 8,1  | 8,1  | 9,5  | 10,2 | 10,1 | 10,2 | 10,4 | 10,8 | 11,1 | 10,3 | 8,5  | ⌀ | 9,6  |
|                       |      |      |      |      |      |      |      |      |      |      |      |      |   |      |
| Regentage (d)         | 18   | 16   | 14   | 4    | 0    | 0    | 0    | 0    | 0    | 4    | 13   | 17   | Σ | 86   |
|                       |      |      |      |      |      |      |      |      |      |      |      |      |   |      |
| Luftfeuchtigkeit (%)  | 81   | 80   | 78   | 60   | 43   | 40   | 35   | 28   | 23   | 31   | 61   | 78   | ⌀ | 53   |

| 19,3 |

| 19,2 |

| 18,8 |

| 17,5 |

| 15,1 |

| 12,7 |

| 11,8 |

| 14,6 |

| 18,4 |

| 20,9 |

| 20,0 |

| 19,4 |

| 19,3 |

| 19,2 |

| 18,8 |

| 17,5 |

| 15,1 |

| 12,7 |

| 11,8 |

| 14,6 |

| 18,4 |

| 20,9 |

| 20,0 |

| 19,4 |